# 383
383 (CCCLXXXIII, na numeração romana) foi um ano comum do século IV do Calendário Juliano, da Era de Cristo, e a sua letra dominical foi A (52 semanas), teve início a um domingo e terminou também a um domingo. Segundo o horóscopo chinês, foi o ano da Cabra.
| Ano completo                    |
| ------------------------------- |
| Ano comum com início ao domingo |

## Eventos
- As legiões romanas começam a abandonar a Inglaterra.